# Pásztó
Pásztó là một thành phố thuộc hạt Nógrád, Hungary. Thành phố này có diện tích 72,6 km², dân số năm 2010 là 9711 người, mật độ 134 người/km².